# Muxta termineola
Muxta termineola là một loài bướm đêm thuộc phân họ Arctiinae, họ Erebidae.